# Plugged In
Plugged In foi uma revista mensal publicada pela Focus on the Family. Sua versão de impressão foi interrompido e agora sobrevive como um site, Plugged In Online.
Plugged In fazia revisões a filmes, música, mídia em geral, e as questões culturais pop de uma perspectiva cristã conservadora. A contrapartida religiosa para revistas como Entertainment Weekly e Teen People, seus comentários focados em avaliar a moral dos filmes, bem como sua família de uso. A revista também observava se um filme continha mensagens negativas.
Plugged In on-line continua realizando tudo o que a revista fazia, revendo filmes, música, televisão e jogos, e também tem um podcast semanal, um blog e um boletim informativo.

## Grupo
- Bob Smithouser[3] - Editor
- Steven Isaac - Online Editor
- Adam R. Holz - Editor assosciado
- Marcus Yoars - Editor assosciado
- Bob Hoose - Editor assosciado
- Kevin Simpson - Designer
- Bob Waliszewski - Diretor
- Jim Daly - Presidente
- James Dobson - Fundador